# Zračnodesantna divizija
Zračnodesantna divizija (angl. Air Assault Division) je lahka zračnodesantna divizija, ki je izurjena, oborožena ter opremljena za izvajanje zračnih desantov.

## Seznam
- seznam zračnodesantnih divizij